# レズビアン用語
レズビアン用語（レズビアンようご）は、女性同性愛者間で用いられる言葉である。

## あ行
ウケ
性行為で受動であることを好むこと。
レズビアンの場合は「ネコ」の表現が一般的。

## か行
貝合わせ
女性の陰唇同士をすり合わせる性行為。
国際レズビアン・デー

## さ行
サフィズム
レズビアンの異称。古代ギリシャの「レズビアン」の語源となった故事より（サッポーを参照）。
誘いネコ
性行為で受動的な側であるが、ただ受け身に時を待つのではなく、行為が始まるようしむけるために積極的に誘いをかけるネコ。甘え上手な人が多い。いざ行為が始まってからは受け身になる。
ジャリタチ
子供っぽいボーイッシュなタチ。時に非常識・粗暴・無神経なレズビアンを示す、ややネガティブな言葉として使われることもある。
スカタチ
性行為で能動的な側であるが、スカートをはくなどフェミニンな衣装を好む人。フェミニンな衣服＝スカートとも限らないことから、現在では同義語のフェムタチと言うことが多い。（反対語：ズボネコ、ボイネコ）
ストレート
異性愛者、ヘテロセクシャルのこと。（同義語：ノンケ）
ズボネコ
性行為で受動的な側であり、ズボンを履くなどボーイッシュな服装を好む人（反対語：スカタチ、フェムタチ）。現在では同義語のボイネコと言うことが多い。
卒業までのレズビアン
主に高校生または大学生の年齢の女性で、一時的にレズビアンまたはバイセクシュアルのアイデンティティを試したり採用したりしているが、最終的には異性愛者のアイデンティティとなると想定される女性を表すスラング。

## た行
ダイク（英：Dyke）
もともとはレズビアンの蔑称。今は主に欧米で男っぽい見かけのレズビアンに対して使われる。（類義語：ブッチ／対義語：フェム）
ただし今でもレズビアン全体を代表させる言葉として使われることもある。主に欧米で使われる用語で、現在の日本ではこの言葉はめったに使われない。
タチ
性行為で能動的な側。歌舞伎の「立役（男役）」から。なお、外見や振る舞いが男性的とは限らず、フェムのタチも多い。（類義語：攻め／対義語：ネコ）
ダナー、ダナー系
肉体は女性であるが、男性的な気質が強く男性的な振る舞いを好む人。自らを男性として認識していることもある。「旦那」が語源。
ダナーズ
ダナーが好きなダナー。
中性
見た目や服装が男性っぽくもなく、女性っぽくもない女性のこと。レズビアン用語における「中性」とは見た目を基準としている。

## な行
ネコ
性行為で受動的な側。→ネコ (曖昧さ回避)（類義語：受け／対義語：タチ）
ノンケ
その気（け）がない（英：non- +日：ケ）という意から、異性愛者のこと。

## は行
ブッチ (レズビアン)（英：Butch）
英語圏で使われる言葉で、レズビアン全体を指すこともあるが、「タチ」または「ボーイッシュ」に近い意味として使われることもあり、このときはフェムの対義語として使われる。日本で使われることはほとんどない。
バリタチ
完全なタチで、全くリバにならない性指向。（関連語：バリネコ）
短髪だったり、革ジャン、ジーンズなどハードな衣装を好むタチという意味もある。（対義語：スカタチ）
バリネコ
性行為において完全に受け身の側である者。（関連語：バリタチ）
ビアン
レズビアンの略称で、女性同性愛者のこと。「レズ」という略称は侮蔑的に使われてきたため、呼称への抵抗感から、日本のレズビアンが90年代以降使い始めた。隠語としても用いられる。
フェミニスト分離主義
フェム（英：Femme）
見た目・ファッションが女性的なビアン。「タチ」「ネコ」とは関係がなく、日本では「フェムタチ」、「フェムネコ」という言い方もされる。（対義語：ボーイッシュ）
北米などで「ブッチ」の対義語として使われる時は、カップルにおいて女役と見なされる方をさす。
ボーイッシュ（英：boyish）
見た目・ファッションが少年的・中性的なビアン。「タチ」「ネコ」とは関係がなく、日本では「ボーイッシュタチ」、「ボーイッシュネコ」という言い方もされる。最近では、「ボイタチ」「ボイネコ」と音便を略して呼びならわされる。（対義語：フェム）
ホモビアン
タチが好きなタチ。タチと付き合っているタチ。
ポリアモリー（英：Polyamory）
同時に複数の恋人と付き合う人、付き合える人。（対義語：モノガミー）

## ま行
ミックス（英：Mix）
レズビアンも対象にしたバーやイベントで、男性の入店も許可していること。
モノガミー（英：Monogamy）
特定の恋人一人だけと付き合う人、付き合いたい人。（対義語：ポリガミー）

## や行
百合
女性の同性愛、またはそれに近い友愛を題材とした日本の漫画、ライトノベル、アニメなどのフィクションのジャンルのこと。「ガールズラブ（略してGL）」と称されることもある。男性の愛好者も多いが、元は女性向けジャンルで、女性の愛好者も多い。

## ら行
ライフスタイル・レズビアン
男性と交際したり経済的・精神的に依存をせず、女性と公然と同棲したりしてレズビアンとしてのライフスタイルを送る女性。男に依存しない生き方を積極的に選び取った女性同性愛者に対して、肯定的に使われる。
ラディカル・レズビアニズム
リバ
どちらとでもなれる（英:liberty＝（選択の）自由：reverse＝逆・反対）の意から、タチでもネコでも出来ること、女性同士のセックスにおいて愛撫“する”ことと“される”ことを同時にすること。または相手により、タチ・ネコと立場を変えること。フェムタチ、フェムリバ、フェムネコなどと利用。
リップスティック・レズビアン
化粧をするビアン（タチ・ネコは問わないが、フェムのことが多い）をリップスティック・レズビアンという。レズビアンは他の女性に比べてすっぴん率が高いので、このような言葉があるが、現在はレズビアンの間ではほとんど使用されない。
レズビアン・イレイジャー
レズビアン可視化週間
レズビアンバー
レズビアン・フェミニズム
レズビアン・フラッグ
レズボフォビア
レズビアン・ベッド・デス

## その他
メディアにおけるレズビアンの描写
レズビアンの歴史
レズビアン関係における家庭内暴力

## LGBT全般の用語
LGBT
カミングアウト
アウティング